# SD Octavio Vigo
SD Octavio Vigo (pełna nazwa:Sociedad Deportiva Octavio Vigo), męski klub piłki ręcznej z Hiszpanii, powstał w 1966 roku w Vigo. Klub występuje w hiszpańskiej Lidze ASOBAL pod nazwą Octavio Pilotes Posada.